# Лавров, Владимир Андреевич
Владимир Андреевич Лавров — советский хозяйственный, государственный и политический деятель, Герой Социалистического Труда.

## Биография
Родился в 1928 году в деревне Чагино. Член КПСС с 1953 года.
С 1945 года — на хозяйственной, общественной и политической работе. В 1945—1987 гг. — штурвальный, комбайнёр, механик Новодеревенской машинно-тракторной станции, председатель колхоза «Победа» Новодеревенского района Рязанской области.
Указом Президиума Верховного Совета СССР от 8 апреля 1971 года присвоено звание Героя Социалистического Труда с вручением ордена Ленина и золотой медали «Серп и Молот».
Делегат XXVI съезда КПСС.
Умер в Рязани в 2004 году.